# 岡田酉次
岡田 酉次（おかだ いつじ / ゆうじ、1897年（明治30年）4月19日 - 1994年（平成6年）7月4日）は、日本の陸軍軍人。最終階級は陸軍主計少将。

## 経歴
三重県出身。岡田靖の息子として生まれる。富田中学校（現三重県立四日市高等学校）を経て、1919年（大正8年）5月、陸軍経理学校（13期）を卒業。同年12月、三等主計に任官し歩兵第38連隊付となる。1921年（大正10年）8月、宇品陸軍糧秣支廠員に就任し、1922年（大正11年）12月、二等主計に昇進。1923年（大正12年）8月、陸軍糧秣本廠員に就任。1928年（昭和3年）6月から1930年（昭和5年）5月まで、経理学校で第2期甲種学生として学んだ。この間、1928年8月、一等主計に進んだ。1930年4月から1933年（昭和8年）4月まで、第8期員外学生として東京帝国大学経済学部に派遣され聴講した。1933年4月、第1師団経理部員に就任。1934年（昭和9年）8月、三等主計正に進級し参謀本部付となる。
1936年（昭和11年）3月、参謀本部付として上海武官室勤務となり、1937年（昭和12年）8月、上海派遣軍経理部員に発令され第二次上海事変に出征。1938年（昭和13年）2月、中支那派遣軍特務部員に発令され日中戦争に出征した。同年3月、主計中佐に昇進。経理局課員を経て、同年12月、興亜院調査官に就任。1939年（昭和14年）9月、支那派遣軍司令部付（梅機関）となり、1941年（昭和16年）3月、主計大佐に進んだ。
1941年9月、第53師団経理部長に就任。1942年（昭和17年）10月、支那派遣軍総司令部付として汪兆銘政権顧問に就任。1945年（昭和20年）3月、主計少将に進級し終戦を迎えた。1946年（昭和21年）3月に復員した。1948年（昭和23年）1月31日、公職追放仮指定を受けた。
その後、日本発条副社長を務めた。

## 著作
- 『日中戦争裏方記』東洋経済新報社、1974年。